# Pedraza de Yeltes
Pedraza de Yeltes es una pedanía del municipio de Castraz, en la comarca del Campo de Yeltes, provincia de Salamanca, España. Actualmente se encuentra despoblado.

## Historia

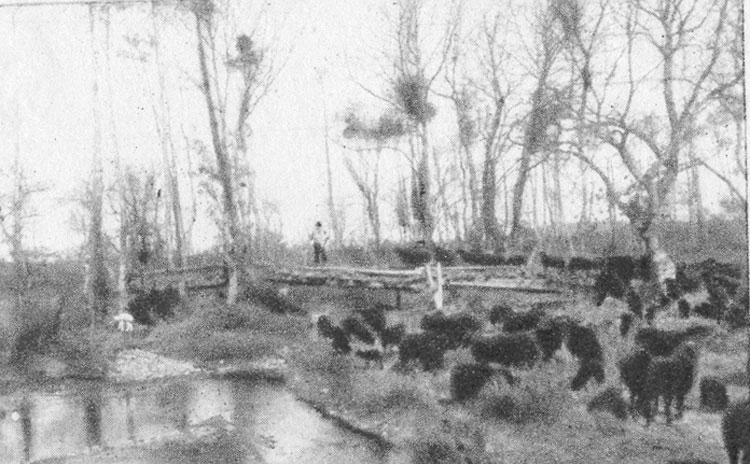
Fotografía antigua de un pastor con rebaño de ovejas en Pedraza de Yeltes

La fundación de Pedraza de Yeltes se remonta a la repoblación efectuada por los reyes de León en la Edad Media, siendo repoblada según las tesis de Ángel Barrios con gentes procedentes de la Extremadura castellana, basándose en la existencia en tierras segovianas de otra localidad denominada Pedraza, si bien la existencia de otra Pedraza en la provincia de Lugo, o de Pedrazas en Orense podría implicar que dicha repoblación se hubiese desarrollado con gentes procedentes de Galicia. En todo caso, tras la creación de la Diócesis de Ciudad Rodrigo por Fernando II de León en el siglo XII, Pedraza de Yeltes quedó encuadrado en el Campo de Yeltes, dentro del Reino de León, teniendo en la Edad Media simplemente la denominación de Pedraza. Con la creación de las actuales provincias en 1833, Pedraza de Yeltes, como parte integrante del municipio de Castraz, quedó encuadrado en la provincia de Salamanca, dentro de la Región Leonesa.